# Cynoscion striatus
Cynoscion striatus är en fiskart som först beskrevs av Cuvier 1829.  Cynoscion striatus ingår i släktet Cynoscion och familjen havsgösfiskar. Inga underarter finns listade i Catalogue of Life.